# باندلین
باندلین (به آلمانی: Bandelin) یک شهر در آلمان است که در فرپومرن-گرایفسوالد واقع شده‌است. باندلین ۶۷۲ نفر جمعیت دارد.